# Clements Markham
Sir Clements Markham (anglès: Clements Robert Markham)  (Stillingfleet, 20 de juliol de 1830 - Londres, 30 de gener de 1916) fou un explorador anglès, escriptor i geògraf. Com a president de la Royal Geographical Society a finals del segle xix, Markham fou una peça clau en el finançament d'exploracions britàniques a les àrees polars. Amb tot no va aconseguir el seu objectiu de fer que els britànics arribessin els primers als pols.